# 加布里埃莱·罗伯托
加布里埃莱·罗伯托（義大利語：Gabriele Roberto，1972年12月2日—）是意大利作曲家、编曲家，毕业于伦敦皇家音乐学院，主要从事电视音乐、电影音乐、交响乐、CM等原声音乐的创作。现居住于意大利，也广泛活动在香港和日本。2007年凭《出埃及记》获得金马奖最佳原创电影音乐奖提名，同年，凭《令人讨厌的松子的一生》获得第30届日本電影學院獎最佳原创电影音乐奖。2009年凭《幸福的魔法绘本》（日语：パコと魔法の絵本）获得第32届最佳原创电影音乐奖提名。

## 作品

### 电影原创音乐
- 令人討厭的松子的一生 (電影)（2006年、日本）
- 出埃及記 (香港電影)（2007年、香港）
- 幸福的魔法绘本（2008年、日本）
- BECK（2010年、日本）
- 维多利亚一号（2010年、香港）
- 希波克拉底誓言（2011年、意大利）
- 剧场版SPEC～天～（2012年、日本） - 与涉谷庆一郎合作
- 天生的明星（2012年、意大利）
- 脑男（2013年、日本） - 与今堀恒雄、Suble合作
- 剧场版SPEC～結～|漸ノ篇/爻ノ篇（2013年、日本）
- Friends（2015年、意大利）
- La prima volta (di mia figlia)（2015年、意大利）
- 愛的成人式（2015年、日本）
- 指甲刀人魔（上映时间不详）（2015年、香港）
- 我和她（Io e Lei）（2015年、意大利）

### 电视原创音乐
- SPEC〜警視庁公安部公安第五課 未詳事件特別対策係事件簿〜（TBS）与涉谷庆一郎合作
- SPEC〜警視庁公安部公安第五課 未詳事件特別対策係事件簿〜（2010年）
- SPEC〜翔〜（2012年）
- SPEC〜零〜（2013年）
- 直美與加奈子（2016年、日本富士电视台）

### 電視動畫
- 脑男（2012年）

### 舞台剧
- 真田十勇士（2014年、日本）
- 真田十勇士（2016年、日本）

### 交响乐
- 小号協奏曲“Tokyo Suite”（2015年）

### CM音楽
- Barilla